# Chovanie Amatkarijo
Chovanie Shakur "Gio" Amatkarijo, född 20 maj 1999 i Haag, är en nederländsk fotbollsspelare som spelar för Östersunds FK på lån från Gais. Han representerar även Sint Maartens landslag.

## Biografi
Amatkarijo debuterade för ADO Den Haag i Eredivisie 29 januari 2017. Säsongen 2017/2018 lånades Amatkarijo ut till Eerste Divisie-klubben RKC Waalwijk.
Den 2 september 2019 skrev Amatkarijo kontrakt med TOP Oss, men han lämnade klubben 17 oktober samma år. I januari 2020 gick Amatkarijo till SVV Scheveningen.
I januari 2021 värvades Amatkarijo av IF Karlstad. Efter 14 mål på 28 matcher för Karlstadsklubben i Ettan norra 2021 värvades Amatkarijo i mars 2022 av Superettanklubben Östersunds FK, där han skrev på ett tvåårskontrakt. I Superettan 2022 gjorde han 7 mål på 28 matcher, och efter en vårsäsong i Superettan 2023 med två mål på tio matcher lämnade han i juni 2023 Östersund för den kroatiska klubben NK Istra 1961 i Prva HNL. Efter drygt två månader i klubben bröt han dock kontraktet och skrev i stället kontrakt med Östersunds seriekonkurrent Gais, mot vilka han i säsongspremiären samma år hade räddat oavgjort för Östersund genom en frispark i krysset i matchens slutskede.
I Gais gjorde Amatkarijo två mål på tio matcher under höstsäsongen av Superettan 2023, när laget slutade tvåa i serien och gick upp i Allsvenskan 2024. Väl i Allsvenskan fortsatte Amatkarijo få förtroende av Gais tränare Fredrik Holmberg, som trots hans bristande poängproduktion och ett ibland starkt ifrågasättande från supportrarna såg honom som en lojal lagspelare som med sitt uppoffrande försvarsspel och hotande offensiva djupledslöpningar ändå var viktig för laget. 2024 spelade han 25 allsvenska matcher varav 15 från start, och stod för ett mål och en assist när Gais sensationellt slutade sexa i återkomsten i Allsvenskan. Under vårsäsongen 2025 spelade han nio allsvenska matcher, men gjorde varken mål eller assist och fortsatte att kritiseras av supportrarna. I juni 2025 skrev Göteborgs-Posten att Amatkarijo var på väg bort från Gais, och Gais tekniske direktör Magnus Sköldmark bekräftade för tidningen att förhandlingar fördes med en annan klubb. I juli kom så nyheten att Amatkarijo lånades ut till sin gamla klubb Östersunds FK året ut.

## Landslag
Amatkarijo är född i Nederländerna men har påbrå från den lilla karibiska önationen Sint Maarten – ett av de fyra autonoma länderna inom Kungariket Nederländerna – och har valt att representera dess landslag. Han debuterade för landslaget den 25 mars 2023 i en 6–1-seger mot Bonaire, där han gjorde ett mål och assisterade till ytterligare två.
| Datum             | Motstånd              | Turnering                 | Resultat   | Mål | Ass |
| ----------------- | --------------------- | ------------------------- | ---------- | --- | --- |
| 25 mars 2023      | Bonaire (H)           | CONCACAF Nations League C | 6–1        | 1   | 2   |
| 29 mars 2023      | US Virgin Islands (B) | CONCACAF Nations League C | 1–2        |     |     |
| 17 juni 2023      | Franska Guyana (B)    | CONCACAF Gold Cup kval    | 4–1        | 1   |     |
| 7 september 2023  | Saint Lucia (H)       | CONCACAF Nations League B | 1–5        | 1   |     |
| 10 september 2023 | Guadeloupe (B)        | CONCACAF Nations League B | 4–0        |     |     |
| 12 oktober 2023   | St. Kitts & Nevis (H) | CONCACAF Nations League B | 2–3        |     |     |
| 16 oktober 2023   | St. Kitts & Nevis (B) | CONCACAF Nations League B | 0–1        |     |     |
| 16 november 2023  | Guadeloupe (H)        | CONCACAF Nations League B | 0–2        |     |     |
| 19 november 2023  | Saint Lucia (B)       | CONCACAF Nations League B | 1–2        | 1   |     |
| 4 juni 2024       | Bonaire (B)           | vänskapsmatch             | 1–3        | 2   |     |
| 6 september 2024  | Aruba (H)             | CONCACAF Nations League B | 2–0        |     | 1   |
| 9 september 2024  | Haiti (B)             | CONCACAF Nations League B | 0–6        |     |     |
| 11 oktober 2024   | Puerto Rico (H)       | CONCACAF Nations League B | 3–2        | 2   | 1   |
| 14 oktober 2024   | Puerto Rico (B)       | CONCACAF Nations League B | 2–1        |     |     |
| 15 november 2024  | Haiti (H)             | CONCACAF Nations League B | 0–8        |     |     |
| 18 november 2024  | Aruba (B)             | CONCACAF Nations League B | 1–0        |     |     |
| Totalt            | Totalt                | Totalt                    | 16 matcher | 8   | 4   |